# Aborto forçado
Aborto forçado é uma forma de coerção reprodutiva que se refere ao ato de obrigar uma mulher a submeter-se à interrupção de uma gravidez contra sua vontade ou sem consentimento explícito. O aborto forçado também pode ser definido como aborto coagido e pode ocorrer devido a uma variedade de influências externas, como pressão social, ou por intervenção de perpetradores, tais como parceiro íntimo, tutor, profissionais médicos ou outros que possam causar o aborto por meio de força, ameaça ou coerção. Isso também pode ocorrer aproveitando-se de uma situação na qual a pessoa grávida não pode dar consentimento ou quando o consentimento válido é questionado devido à coação. Isso ainda inclui os casos em que a conduta não foi justificada por tratamento médico ou hospitalar, o que não abrange situações em que a pessoa grávida corre risco de lesão com risco de vida devido a uma gravidez insustentável. Semelhante a outras formas de coerção reprodutiva, como a esterilização forçada, o aborto forçado pode incluir uma invasão física dos órgãos reprodutivos femininos, criando, assim, a possibilidade de causar ameaça ou lesão de longo prazo que impeça futuras gestações viáveis.[carece de fontes?] O aborto forçado é considerado uma violação dos direitos humanos pelas Nações Unidas, por não cumprir o direito humano à escolha e ao controle reprodutivo sem coerção, discriminação e violência.

## Alemanha nazista
Durante a Segunda Guerra Mundial, a política de aborto na Alemanha Nazista variou conforme o público, grupo e território a que se destinava, pois às mulheres alemãs era proibido realizar um aborto. O denominador comum entre as políticas era o objetivo de promover a taxa de natalidade e a população da suposta "raça ariana" e minimizar a população de grupos como mulheres judaicas, polonesas e ciganas. Além disso, aqueles considerados um fardo para a sociedade alemã – como pessoas com deficiência ou portadoras de transtornos mentais – também foram submetidos a abortos forçados, seguidos de esterilização, e estavam entre os únicos alemães que, legalmente, eram submetidos a um aborto. Esses relatos foram categorizados como parte do "programa sistemático de genocídio, voltado para a destruição de nações estrangeiras e grupos étnicos" da Alemanha Nazista.
Após o fim da guerra, as práticas de aborto forçado direcionadas a grupos condenados na sociedade nazista foram consideradas um crime de guerra, conforme avaliação realizada durante os Julgamentos de Nuremberg. Aqueles culpados por incentivar ou impor o aborto durante o Holocausto foram condenados a, no mínimo, 25 anos de prisão, tendo sua prática sido considerada um "ato desumano de extermínio".

## República Popular da China
Abortos forçados associados à administração da política do filho único ocorreram na República Popular da China; são uma violação da lei chinesa e não constituem política oficial. Esses abortos resultam da pressão do governo sobre os funcionários locais, os quais, por sua vez, empregam táticas de intimidação contra mães grávidas. Em 29 de setembro de 1997, foi apresentado um projeto de lei no Congresso dos Estados Unidos intitulado Lei de Condenação do Aborto Forçado, que visava "condenar aqueles funcionários do Partido Comunista Chinês, do governo da República Popular da China e outras pessoas envolvidas na execução de abortos forçados, impedindo que tais indivíduos entrem ou permaneçam nos Estados Unidos". Em junho de 2012, Feng Jianmei foi forçada a abortar seu feto de 7 meses após não pagar uma multa por violar a política do filho único. Seu caso foi amplamente discutido na internet na China, gerando repulsa geral depois que fotos do bebê natimorto foram publicadas online. Quinze dias após o aborto forçado, ela continuou a ser assediada pelas autoridades locais na Província de Shanxi. Em 5 de julho, o Parlamento Europeu aprovou uma resolução afirmando que "condena fortemente" tanto o caso de Feng especificamente quanto os abortos forçados em geral, "especialmente no contexto da política do filho único".

## Refugiados norte-coreanos repatriados da China
Abortos forçados e infanticídio são utilizados como forma de punição em campos de prisioneiros. O regime norte-coreano baniu a gravidez em seus campos na década de 1980. China retorna todos os imigrantes ilegais da Coreia do Norte, os quais geralmente são mantidos em uma instalação de curta duração. Muitos desertores norte-coreanos afirmam que abortos forçados e infanticídio são comuns nessas prisões. A maioria dos detentos mantidos nos centros de detenção chineses é composta por mulheres. Norte-coreanos repatriados estão sujeitos a abortos forçados, independentemente dos crimes que lhes são atribuídos. Os esforços da polícia norte-coreana visam impedir que mulheres norte-coreanas tenham filhos de etnia mista com homens han-chineses. Cuidados médicos não foram fornecidos às mulheres norte-coreanas que passaram por abortos forçados.

## Reino Unido
Em 21 de junho de 2019, o Tribunal de Proteção do Reino Unido determinou que uma mulher com deficiência realizasse um aborto contra sua vontade. A mulher apresentava um transtorno do humor moderado e deficiência intelectual e estava sob os cuidados de uma entidade do NHS, a qual argumentava que ela era incompetente mentalmente e que ter um filho agravaria sua saúde mental. A juíza Nathalie Lieven posteriormente aprovou o aborto forçado sob a Lei de Capacidade Mental de 2005 apesar dos desejos dela e de sua mãe. A decisão foi criticada pela Igreja Católica, pela Comissão dos Direitos das Pessoas com Deficiência e por diversos grupos ativistas antiaborto, como a Life e a Sociedade para a Proteção dos Não Nascidos. O caso foi subsequentemente revertido pelo Tribunal de Apelação.

## Estados Unidos

### Aborto forçado no tráfico sexual
Em uma série de grupos focais realizados pelos Estados Unidos pela ativista anti-tráfico Laura Lederer em 2014, mais de 25% dos sobreviventes do tráfico sexual doméstico que responderam à pergunta relataram ter sido forçados a realizar um aborto.

## Rússia
A esterilização forçada e o aborto são práticas comuns na Rússia em  ru. Como as crianças não podem viver legalmente em internatos psiconeurológicos na Rússia, e não há instituições onde os pacientes desses internatos possam conviver com seus filhos, quase todas as mulheres grávidas são submetidas a abortos nos PNIs. Durante os abortos, os pacientes dos PNIs também são frequentemente submetidos à esterilização forçada – suas trompas de Falópio são ligadas –, motivado por supostas "complicações sérias".

## Índia

### Leis sobre abortos forçados
A Seção 314 do Código Penal Indiano trata do aborto forçado, e diz: "Quem, com a intenção de causar o aborto de uma mulher grávida, realizar qualquer ato que cause a morte de tal mulher, será punido com prisão de qualquer dos tipos por um período que pode se estender até dez anos, e também estará sujeito a multa; se o ato for realizado sem o consentimento da mulher."

### Leis sobre aborto
A Lei de Interrupção Médica da Gravidez (MTP) foi aprovada em 1971 em resposta ao aumento de abortos realizados sem supervisão médica adequada, o que vinha ocasionando um número alarmantemente elevado de mortes maternas. Em decorrência desse estatuto, o aborto foi legalizado na Índia. Antes dessa legislação, realizar um aborto era considerado crime, levando um número significativo de mulheres a fazê-lo, apesar dos riscos envolvidos. Essa legislação estabelece normas e restrições para a interrupção da gravidez, que só pode ser realizada por profissionais médicos registrados (isto é, um profissional que possua uma qualificação médica reconhecida, conforme definido na seção 2 (h) da Lei do Conselho Médico Indiano, 1956). A atualização mais recente desse estatuto ocorreu em 2021, quando a Lei de Interrupção Médica da Gravidez (Emenda) de 2021 modificou a Lei de Interrupção Médica da Gravidez de 1971 para aumentar o limite máximo para o aborto de 20 para 24 semanas para determinadas mulheres. A emenda eleva o limite gestacional de 20 para 24 semanas para certas categorias de mulheres, que seriam especificadas na MTPA 2021 e incluiriam sobreviventes de estupro, vítimas de incesto e outras mulheres vulneráveis (tais como mulheres com deficiência ou menores de idade).

### Aborto seletivo por sexo
Pesquisadores preveem que haverá 6,8 milhões a menos de nascimentos de meninas na Índia até 2030 devido à prática contínua de abortos seletivos. A Lei de Técnicas de Diagnóstico Pré-Concepcional e Pré-Natal de 1994 torna ilegal divulgar o sexo de um feto, salvo por razões médicas, na Índia. A proporção de gênero ao nascimento piorou em vários estados devido à aplicação inconsistente da lei. As autoridades indianas frequentemente prendem grupos que realizam testes de gravidez. A proporção de gênero na Índia – 900-930 mulheres para 1.000 homens – reflete a atitude em relação às meninas, considerando que os homens são vistos como provedores e as meninas como um ônus em todas as classes socioeconômicas. Os homens possuem dietas mais saudáveis e melhor acesso a tratamentos médicos do que as meninas.